# Нечитайло, Пётр Степанович
Пётр Степа́нович Нечита́йло (27 июля 1920, с. Давыдовка, Акимовский район, Запорожская область, Украина — 17 мая 1997, г. Йошкар-Ола, Марий Эл, Россия) — советский руководитель местной кинофикации. Председатель Государственного комитета по кинофикации Марийской АССР (1977—1987). Заслуженный работник культуры РСФСР (1980), заслуженный работник культуры Марийской АССР (1969). Участник Великой Отечественной войны. Член ВКП(б) с 1945 года.

## Биография
Родился 27 июля 1920 года в с. Давыдовка ныне Акимовского района Запорожской области Украины. В 1939 году окончил Марьинское педагогическое училище в Донецкой области, учитель в Горловке.
Призван в РККА 23 мая 1940 года. Участник Великой Отечественной войны: химический инструктор, командир взвода, комсорг роты отдельного понтонно-мостового батальона на Белорусском фронте, сержант. Отмечен в боях на Кавказе, в Белоруссии, Восточной Пруссии. Дослужился до старшего лейтенанта. Демобилизовался из армии в 1947 году. Член ВКП(б) с 1945 года. Награждён орденом Красной Звезды (1944, 1945), боевыми медалями, в том числе медалями «За отвагу» (1944), «За боевые заслуги» (1945). В 1985 году ему вручили орден Отечественной войны II степени.
С 1947 года в Йошкар-Оле: директор кинотеатра «Рекорд», начальник отдела кадров Управления кинофикации Марийской АССР в 1977—1987 годах — председатель Государственного комитета по кинофикации.В 1959 году заочно окончил Марийский государственный педагогический институт им. Н. К. Крупской.
В 1969 году ему присвоено почётное звание «Заслуженный работник культуры Марийской АССР», в 1980 году — звание «Заслуженный работник культуры РСФСР».
Умер 17 мая 1997 года в г. Йошкар-Оле, похоронен на Туруновском кладбище.

## Звания и награды
- Заслуженный работник культуры РСФСР (1980)[1]
- Заслуженный работник культуры Марийской АССР (1969)[1]
- Орден Отечественной войны II степени (06.04.1985)[5]
- Орден Красной Звезды (04.07.1944; 16.02.1945)[6]
- Медаль «За отвагу» (24.03.1944)[6]
- Медаль «За боевые заслуги» (21.05.1945)[6]
- Медаль «За оборону Кавказа» (01.05.1944)[6]
- Медаль «За взятие Кёнигсберга»[3]
- Медаль «За победу над Германией в Великой Отечественной войне 1941—1945 гг.» (09.05.1945)[2]
- Юбилейная медаль «За доблестный труд. В ознаменование 100-летия со дня рождения Владимира Ильича Ленина»
- Почётная грамота Президиума Верховного Совета Марийской АССР (1980)[1]